# 北海道立道南四季の杜公園
北海道立道南四季の杜公園（ほっかいどうりつどうなんしきのもりこうえん）は、北海道函館市にある公園。

## 概要
道南初の道立公園として2003年（平成15年）に花の丘ゾーン・野原の丘ゾーンがオープン、2005年（平成17年）に小川の里ゾーン・里の森ゾーンがオープンし全面供用となった。人と自然の共存をテーマに「生きた自然」を身近に感じることのできる公園を目指しており、観察会・体験会などの各種イベントを開催している。2010年（平成22年）には『HAKODATE 黒船2010』が開催された。一般公募によりボランティア「四季の杜公園ボランティア」が活動している。

## 利用案内
- 開園期間：1月4日から12月28日（11月1日から3月31日までは冬期営業）[6]
- 開園時間：9:00 - 17:00（野原の丘は10:00 - 16:00）[6]
- 入園料 : 無料[6]

## 施設
花の丘ゾーン
- 北海道では初となるヒースの大規模な花壇があり、主にエリカやカルーナを植えている。ヒースガーデンの他に一年生植物や宿根草の花壇もあり、四季折々の花々を鑑賞できる。センターハウス「丘の家」には公園管理事務所、展望ラウンジ、多目的集会室（ちびっこ広場）などがある[7]。

野原の丘ゾーン
- はらっぱや大型の遊具（ネットジャングル、ふわふわドーム、コンビネーション遊具など）、ファンシーサイクル専用のコースがある。「野原の家」にはバーベキューができる設備が整っている。

小川の里ゾーン
- 小川の里ゾーンと里の森ゾーンは自然の特徴を活かした里山のようなゾーンとなっている。かつてこの地は林業が盛んな時代にスギを植林したり薪炭のための落葉広葉樹林の伐採などを行っていたが、1960年代からのエネルギー革命により樹木の伐採と伐採後の植林がなくなり荒廃した里山となってしまった。スゲ田や水田も当時の面影を残しており、このエリアはそれらの復活を目指している。「里の舎（いえ）」は休憩スペース、自然学習や実習のための研修施設として利用できる。

里の森ゾーン
- 天然林が広がり、小川の里ゾーンと同様にその土地本来の環境を残しつつ、間伐や樹名板づくりなどを行っている。

散策コース
- カラマツコース
  - 花の丘南駐車場から里の舎まで所要時間約10分のコース。カラマツ林（人工林）の散策路。アカゲラなどが幹をつつく音や、春にはエゾハルゼミを鑑賞することができる。
- カツラコース
  - 里の舎からバックヤードまで所要時間約15分から20分のコース。田園風景を横目に様々な樹木や野草に出会うことができる。優しい香りを放つ樹木「香（コウ）の木」として親しまれているカツラの大木があり、春にはミズバショウの群生を観ることもできる。
- ミズナラコース
  - キタコブシ広場からミズナラ広場付近まで所要時間約20分から30分のコース。ミズナラの森で比較的起伏のある散策路になっている。秋にはたくさんのドングリを見つけることができる。また、エゾリスなどの鳥を見つけることができ、稀にオオルリに出会えることもある。

## アクセス
公園に隣接して公立はこだて未来大学があるほか、周辺には新中野ダムや笹流ダムがある。
- 函館バス「四季の杜公園」バス停下車（4月から10月までの土日祝日運行）
- 函館新外環状道路赤川ICが最寄IC